# Adelphohemerobius enigmaramus
Adelphohemerobius enigmaramus is een insect uit de familie van de bruine gaasvliegen (Hemerobiidae), die tot de orde netvleugeligen (Neuroptera) behoort. 
Adelphohemerobius enigmaramus is voor het eerst wetenschappelijk beschreven door Oswald in 1994.